# Tomoyuki Yoshino
Tomoyuki Yoshino (jap. 吉野 智行 Yoshino Tomoyuki; ur. 9 lipca 1980) – japoński piłkarz występujący na pozycji pomocnika.

## Kariera klubowa
Od 1999 do 2013 roku występował w klubach Urawa Reds, Shonan Bellmare, Yokohama FC i Gainare Tottori.